# Glenea enganensis
Glenea enganensis é uma espécie de escaravelho da família Cerambycidae.  Foi descrito por Stephan von Breuning em 1982.  É encontrado na Ilha Enggano.